# Домашний чемпионат Великобритании 1892
Домашний чемпионат Великобритании 1892 — девятый розыгрыш Домашнего чемпионата, футбольного турнира с участием сборных четырёх стран Великобритании (Англии, Шотландии, Уэльса и Ирландии) Победителем стала сборная Англии, завоевавшая свой пятый титул. В ходе данного чемпионата впервые в истории соревнования все четыре сборные набрали хотя бы по одному очку.
В дебютном матче чемпионата между сборными Уэльса и Ирландии была зафиксирована ничья 1:1, благодаря голу ирландцев на последних минутах встречи. Согласно расписанию, следующей против Уэльса и Ирландии должна была играть сборная Англии. Из-за плотного графика внутренних соревнований Футбольной ассоциации вновь, как и в два предыдущих года, не удалось найти подходящих дат для матчей, поэтому англичане были вынуждены в третий раз подряд проводить обе встречи в один день двумя разными составами. Команда профессиональных игроков выступила против Ирландии, в то время как сборная любителей играла с Уэльсом. Обе команды добились уверенных побед над своими соперниками с одинаковым счётом 2:0, что позволило Англии возглавить таблицу, после чего в соревнование вступила сборная Шотландии. С трудом обыграв в выездном матче ирландцев, шотландцы затем разгромили Уэльс со счётом 6:1 и сравнялись по очкам с англичанами. Этот результат немедленно сделал сборную Шотландии фаворитом, поскольку заключительный матч соревнования проходил на её поле. Однако приехавшие в Глазго англичане добились неожиданно лёгкой победы. Первый мяч в ворота шотландцев влетел уже на 35-й секунде, а спустя двадцать минут счёт уже был 0:4. Лишь в самом конце встречи Шотландии удалось забить один гол в ответ, который, однако, не спас её от разгрома. Матч завершился со счётом 1:4 в пользу Англии, принеся ей чемпионское звание.

## Таблица
| Поз | Команда    | И | В | Н | П | МЗ | МП | РМ | О |
| --- | ---------- | - | - | - | - | -- | -- | -- | - |
| 1   | Англия (Ч) | 3 | 3 | 0 | 0 | 8  | 1  | +7 | 6 |
| 2   | Шотландия  | 3 | 2 | 0 | 1 | 10 | 7  | +3 | 4 |
| 3   | Ирландия   | 3 | 0 | 1 | 2 | 3  | 6  | −3 | 1 |
| 4   | Уэльс      | 3 | 0 | 1 | 2 | 2  | 9  | −7 | 1 |

## Матчи
| 27 февраля 1892 | Уэльс     | 1:1     | Ирландия     | Бангор                                                       |
| | Льюис 15′ | (отчёт) | Стэнфилд 87′ | Стадион: «Пенрин Парк» Зрителей: 4000 Судья: Джеймс Кэмпбелл |
| Уэльс: Джеймс Трейнер, Смарт Арридж, Дай Джонс, Уильям Хьюз, Сизар Дженкинс, Роберт Робертс, Роберт Дейвис, Арчи Басток, Билли Льюис, Джек Боудлер, Бенджамин Льюис Ирландия: Джон Клагстон, Вилли Гордон, Роберт Стюарт, Тэнни Маккйоун, Сэмми Спенсер, Билл Каннингем, Уильям Долтон, Джордж Гэффикин, Олферт Стэнфилд, Сэм Торранс, Джек Пиден |           |         |              |                                                              |

| 5 марта 1892 | Уэльс | 0:2     | Англия                      | Рексем                                                               |
| |       | (отчёт) | Хенфри 15′ · Сэндилендс 87′ | Стадион: «Рейскорс Граунд» Зрителей: 4500 Судья: Джеймс Г. Робертсон |
| Уэльс: Роберт Миллз-Робертс, Уолтер Эванс, Сет Пауэлл, Джо Дейвис, Сизар Дженкинс, Джек Оуэн, Билли Оуэн, Джозеф Тернер, Бенджамин Льюис, Роберт Дейвис, Билли Льюис Англия: Джордж Тун, Артур Данн, Гарри Лайлли, Энтони Хоссак, Уильям Норман Уинкуэрт, Джордж Кинси, Роберт Канклифф Гослинг, Джордж Коттерилл, Артур Хенфри, Джо Скоуфилд, Руперт Сэндилендс |       |         |                             |                                                                      |

| 5 марта 1892 | Ирландия | 0:2     | Англия       | Белфаст                                                      |
| |          | (отчёт) | Дафт 44′ 47′ | Стадион: «Солитьюд» Зрителей: 8000 Судья: Роберт Ф. Харрисон |
| Ирландия: Джон Клагстон, Вилли Гордон, Роберт Стюарт, Тэнни Маккйоун, Сэмми Спенсер, Билл Каннингем, Уильям Долтон, Джордж Гэффикин, Олферт Стэнфилд, Сэм Торранс, Джек Пиден Англия: Билл Роули, Альф Андервуд, Томми Клэр, Джек Кокс, Джонни Холт, Майкл Уитем, Чарли Атерсмит, Джон Харгривз Пирсон, Джон Деви, Гарри Дафт, Деннис Ходжеттс |          |         |              |                                                              |

| 19 марта 1892 | Ирландия                     | 2:3     | Шотландия                          | Белфаст                                                 |
| | Уильямсон 38′ · Гэффикин 78′ | (отчёт) | Киллор 25′ · Лэмби 28′ · Эллис 60′ | Стадион: «Солитьюд» Зрителей: 10 500 Судья: Джон Тейлор |
| Ирландия: Джон Клагстон, Вилли Гордон, Роберт Стюарт, Тэнни Маккйоун, Сэмми Спенсер, Билл Каннингем, Уильям Долтон, Джордж Гэффикин, Джеймс Уильямсон, Олферт Стэнфилд, Сэм Торранс Шотландия: Эндрю Бэрд, Джордж Боумен, Джок Драммонд, Роберт Маршалл, Томас Робертсон, Питер Даудс, Вилли Галлиленд, Дэвид Макферсон, Джеймс Эллис, Алекс Киллор, Уильям Лэмби |                              |         |                                    |                                                         |

| 26 марта 1892 | Шотландия                                                  | 6:1     | Уэльс     | Эдинбург                                          |
| | Томсон 1′ · Хэмилтон 8′ 65′ · Макферсон 15′ 44′ · Бэрд 55′ | (отчёт) | Льюис 87′ | Стадион: «Тайнкасл» Зрителей: 600 Судья: Джон Рид |
| Шотландия: Роберт Дауни, Джеймс Адамс, Джеймс Орр, Айзек Бегби, Джеймс Кэмпбелл, Джон Хилл, Джон Тейлор, Уильям Томсон, Джеймс Хэмилтон, Джон Макферсон, Дэвид Бэрд Уэльс: Джеймс Трейнер, Смарт Арридж, Сет Пауэлл, Уильям Хьюз, Сизар Дженкинс, Роберт Робертс, Джоб Уилдинг, Билли Оуэн, Билли Льюис, Томас Иган, Бенджамин Льюис |                                                            |         |           |                                                   |

| 2 апреля 1892 | Шотландия | 1:4     | Англия                                    | Глазго                                                    |
| | Белл 80′  | (отчёт) | Чадуик 1′ · Гудолл 14′ 21′ · Саутворт 16′ | Стадион: «Айброкс Парк» Зрителей: 20 000 Судья: Джон Смит |
| Шотландия: Джон Маклауд, Дэниел Дойл, Уолтер Арнотт, Джимми Келли, Уильям Селлар, Дэвид Митчелл, Дональд Силларс, Уильям Тейлор, Томас Уадделл, Сэнди Макмахон, Джек Белл Англия: Джордж Тун, Артур Данн, Боб Холмс, Джонни Холт, Джек Ренолдз, Альф Шелтон, Билли Бассетт, Джон Гудолл, Эдгар Чадуик, Деннис Ходжеттс, Джек Саутворт |           |         |                                           |                                                           |

## Чемпион
| Чемпион Великобритании 1892 |
| Англия Пятый титул          |

## Бомбардиры
| - 2 гола - Джон Гудолл - Гарри Дафт - Бенджамин Льюис - Джон Макферсон - Джеймс Хэмилтон - 1 гол - Джек Саутворт - Руперт Сэндилендс - Артур Хенфри | - 1 гол (продолжение) - Эдгар Чадуик - Джордж Гэффикин - Олферт Стэнфилд - Джеймс Уильямсон - Джек Белл - Дэвид Бэрд - Алекс Киллор - Уильям Лэмби - Уильям Томсон - Джеймс Эллис |